# Elenchos (Zeitschrift)
Elenchos ist eine fachwissenschaftliche Zeitschrift auf dem Gebiet der Altertumswissenschaften. Sie trägt den Untertitel Rivista di studi sul pensiero antico und veröffentlicht Beiträge zur antiken Geistesgeschichte.
Elenchos wird vom Istituto per il Lessico Intellettuale Europeo e Storia delle Idee des Consiglio Nazionale delle Ricerche in Rom herausgegeben. Vertrieben wird die Zeitschrift seit ihrer Gründung vom Verlag Bibliopolis in Neapel. Sie erscheint mit zwei Faszikeln pro Jahr und enthält neben Aufsätzen auch Rezensionen. Anfangs waren die Beiträge nur italienisch; heute ist ein erheblicher Teil in anderen Sprachen verfasst. Seit 2017 erscheint sie im Verlag Walter De Gruyter.
Gegründet wurde Elenchos 1980 von Gabriele Giannantoni. Sie war damals die einzige in Italien erscheinende Zeitschrift, die sich speziell der Geschichte der antiken Philosophie widmete. Wie Giannantoni im Vorwort zum ersten Faszikel ausführte, setzte sie sich zum Ziel, interdisziplinäre Forschung zu fördern und insbesondere ein Forum für den Gedankenaustausch von Philosophiehistorikern und Philologen zu bieten. Giannantoni leitete Elenchos bis zu seinem Tod im Dezember 1998; von 1998 bis 2016 übernahm Anna Maria Ioppolo, die den Lehrstuhl für antike Philosophiegeschichte an der römischen Universität La Sapienza innehatte, seine Funktion. Herausgeber sind seither Francesca Alesse, Riccardo Chiaradonna und Emidio Spinelli.